# Върбичане
Върбичане или Върбичани (на сръбски: Врбичане или Vrbičane; на албански: Vërbiçan) е село в Косово, община Призрен, Призренски окръг.

## География
Селото е разположено в северните склонове на Шар на няколко километра източно от град Призрен.

## История
При избухването на Балканската война в 1912 година един човек от Върбичане е доброволец в Македоно-одринското опълчение.

## Личности
Родени в Върбичане
- Стоян Станков (1870 – 1913), македоно-одрински опълченец, 4 рота на 5 одринска дружина, загинал в Междусъюзническата война на Говедарник на 21 юни 1913 година[2]